# Hermann Kunibert Neumann

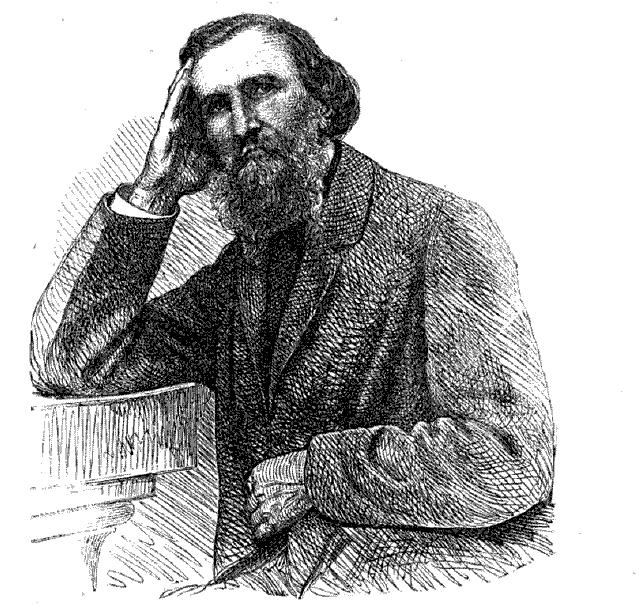
Porträt von 1869

Hermann Kunibert Neumann (auch Hermann Neumann; * 12. November 1808 in Marienwerder; † 8. November 1875 in Neiße) war ein deutscher Schriftsteller.

## Leben
Neumann hatte als Kind eine schwache Gesundheit, weshalb er einer Försterfamilie übergeben wurde. Seine erste Ausbildung besorgte ein Landlehrer, bevor er für den Besuch des Gymnasiums in seine Heimatstadt zurückkehrte. 1826 trat er in die Preußische Armee ein. Er war in Elbing, Wesel und Düsseldorf stationiert und erlangte bis zu seinem Austritt 1839 den Grad eines Oberleutnant. Bereits zu dieser Zeit hatte er als Schriftsteller diverse Veröffentlichungen drucken lassen. 1840 trat er in Düsseldorf in die Militärverwaltung über. 1841 erfolgte seine Versetzung als Vorstand der Garnisonverwaltung nach Wetzlar.
Neumann fand ab 1842 als Oberinspektor der Militärverwaltung in Torgau seine neue Heimat. Hier erfreute sich der Dichter einer großen Beliebtheit bei der Bevölkerung, so dass er in der Zeit der Wirren von 1848 Vorstand fast aller Vereine der Stadt und des Kreises wurde, was zu solchen Blüten führte, dass ihn die Innung der Bäcker zum Bäckermeister ernannte. Die Bevölkerung schickte ihn als Vertreter zur Preußischen Nationalversammlung nach Berlin, darüber hinaus organisierte er die Bürgerwehr der Stadt. Noch 1848 wurde er nach Glatz versetzt, von der dortigen Bevölkerung aber wieder zur Nationalversammlung gesendet. Schließlich wurde er 1853 als Oberinspektor nach Neiße versetzt. Dort blieb er bis zu seinem Tod.

## Werke (Auswahl)
- Des Dichters Herz, Klönne, Leipzig 1836.
- Erz und Marmor, Becker, Wesel 1837.
- Althäa und Aithone: Trauerspiel in fünf Aufzügen, Schreiner, Düsseldorf 1838.
- Eine Gabe für die verarmten Spinner und Weber im Schlesischen Gebirge: Das letzte Menschenpaar, Laue, Torgau 1844.
- Erinnerung an den ersten Reichstag Preußens, Grimma 1847.
- Nur Jehan: Gedicht in 4 Gesängen, Breslau 1852.
- H. Neumann's Gesammelte Dichtungen, Graveur, Neisse 1856.
- Geharnischte Sonette für 1859, Graveur, Neisse 1859.
- Krieg dem Kriege: Canzonen, Gebhardi, Breslau 1870.